# Кравица
Кравица (серб. Кравица / Kravica) — село в общине Братунац Республики Сербской Боснии и Герцеговины. Население составляет 620 человек по переписи 2013 года.

## География
Село расположено недалеко от центра общины — Братунаца. Площадь — 224 гектара.

## Население[3]
По данным на 1991 год, в селе проживали 363 человека, из них:
- 357 — сербы,
- 6 — представители иных национальностей.

## История
Во время Второй мировой войны в селе усташи учинили массовое убийство 111 сербов. В ходе боёв в Боснии и Герцеговине из села были изгнаны все мусульмане как пособники усташей.
Село печально прославилось и во время Боснийской войны: 7 января 1993 на Рождество отряд мусульманских боевиков АРБиГ во главе с Насером Оричем ворвался в Кравицу, где было чуть меньше 300 солдат сербских вооружённых формирований. Около 1000 человек бежали из Кравицы и её окрестностей (Шильковичи, Ежештица, Баневичи). Погибло 49 человек. Деревня Мандичи в общине в ходе нападения была полностью уничтожена.

## Известные уроженцы
- Джуканович, Перо[серб.] (1892—1986), ветеран Первой мировой войны, воевода четников, с 1943 года — партизан НОАЮ